# Instituto de Cultura, Arte, Ciência e Esporte 2022-2023
Questa voce raccoglie le informazioni riguardanti l'Instituto de Cultura, Arte, Ciência e Esporte nella stagione 2022-2023.

## Stagione
L'Instituto de Cultura, Arte, Ciência e Esporte utilizza la denominazione sponsorizzata Rede Cuca Vôlei nella stagione 2022-23.
Partecipa per la prima volta alla Superliga Série A, classificandosi al dodicesimo posto al termine della regular season e retrocedendo.

## Organigramma societario
Area direttiva
- Presidente: Caiubi Peres

Area tecnica
- Allenatore: Marcelo Negrão
- Assistente allenatore: Marcus Bichini

Area sanitaria
- Fisioterapista: Eliabe de Freitas

## Rosa
| N° | Nome               | Ruolo | Data di nascita   | Nazionalità sportiva |
| -- | ------------------ | ----- | ----------------- | -------------------- |
| 1  | Paulo Lamounier    | P     | 9 gennaio 1993    | Brasile              |
| 2  | Jonas de Brito     | P     | 25 novembre 1996  | Brasile              |
| 3  | Guilherme Dias     | P     | 25 aprile 2001    | Brasile              |
| 4  | Evandro da Silva   | S     | 4 maggio 1986     | Brasile              |
| 5  | Frank da Silva     | C     | 17 settembre 1997 | Brasile              |
| 6  | José Silva         | O     | 1º novembre 1999  | Brasile              |
| 7  | Erick Barbosa      | S     | 24 settembre 1990 | Brasile              |
| 8  | Sérgio Júnior      | S     | 31 gennaio 1990   | Brasile              |
| 9  | Caio Lessa         | L     | 1º maggio 1996    | Brasile              |
| 10 | Gabriel Fichter    | C     | 10 settembre 1996 | Brasile              |
| 11 | Vitor Luciano      | S     | 12 marzo 1999     | Brasile              |
| 12 | Hevaldo Moreira    | S     | 12 maggio 1979    | Brasile              |
| 13 | Reinaldo da Silva  | S     | 13 aprile 1989    | Brasile              |
| 14 | Reynaldo Green     | O     | 27 aprile 1992    | Brasile              |
| 15 | Tiago Costa        | C     | 5 aprile 1986     | Brasile              |
| 16 | Gustavo Nascimento | O     | 1º ottobre 1997   | Brasile              |
| 17 | Caio Cunha         | C     | 6 febbraio 1995   | Brasile              |
| 18 | Raphael da Fonseca | L     | 6 giugno 1988     | Brasile              |
| 19 | Mikael Moraes      | C     | 13 marzo 2000     | Brasile              |
| 20 | Valentino de Abreu | P     | 20 febbraio 2000  | Brasile              |
| 22 | Lucas Silva        | C     | 15 settembre 2002 | Brasile              |

## Statistiche

### Statistiche di squadra
| Competizione      | Punti | In casa | In casa | In casa | In trasferta | In trasferta | In trasferta | Totale | Totale | Totale |
| Competizione      | Punti | G       | V       | P       | G            | V            | P            | G      | V      | P      |
| ----------------- | ----- | ------- | ------- | ------- | ------------ | ------------ | ------------ | ------ | ------ | ------ |
| Superliga Série A | 3     | 11      | 1       | 10      | 11           | 0            | 11           | 22     | 1      | 21     |
| Totale            | -     | 11      | 1       | 10      | 11           | 0            | 11           | 22     | 1      | 21     |

### Statistiche dei giocatori
| Giocatore     | Superliga Série A | Superliga Série A | Superliga Série A | Superliga Série A | Superliga Série A | Totale | Totale | Totale | Totale | Totale |
| Giocatore     | P                 | PT                | AV                | MV                | BV                | P      | PT     | AV     | MV     | BV     |
| ------------- | ----------------- | ----------------- | ----------------- | ----------------- | ----------------- | ------ | ------ | ------ | ------ | ------ |
| E. Barbosa    | 0                 | 0                 | 0                 | 0                 | 0                 | 0      | 0      | 0      | 0      | 0      |
| T. Costa      | 17                | 23                | 18                | 2                 | 3                 | 17     | 23     | 18     | 2      | 3      |
| C. Cunha      | 6                 | 9                 | 7                 | 2                 | 0                 | 6      | 9      | 7      | 2      | 0      |
| R. da Fonseca | 19                | 0                 | 0                 | 0                 | 0                 | 19     | 0      | 0      | 0      | 0      |
| E. da Silva   | 8                 | 12                | 10                | 1                 | 1                 | 8      | 12     | 10     | 1      | 1      |
| F. da Silva   | 16                | 78                | 59                | 10                | 9                 | 16     | 78     | 59     | 10     | 9      |
| R. da Silva   | 21                | 166               | 152               | 6                 | 8                 | 21     | 166    | 152    | 6      | 8      |
| J. de Brito   | 7                 | 1                 | 0                 | 1                 | 0                 | 7      | 1      | 0      | 1      | 0      |
| V. de Abreu   | 17                | 20                | 7                 | 5                 | 8                 | 17     | 20     | 7      | 5      | 8      |
| G. Dias       | 10                | 0                 | 0                 | 0                 | 0                 | 10     | 0      | 0      | 0      | 0      |
| G. Fichter    | 19                | 61                | 32                | 24                | 5                 | 19     | 61     | 32     | 24     | 5      |
| R. Green      | 10                | 114               | 103               | 4                 | 7                 | 10     | 114    | 103    | 4      | 7      |
| S. Júnior     | 7                 | 4                 | 4                 | 0                 | 0                 | 7      | 4      | 4      | 0      | 0      |
| C. Lessa      | 12                | 4                 | 3                 | 0                 | 1                 | 12     | 4      | 3      | 0      | 1      |
| P. Lamounier  | 4                 | 8                 | 5                 | 3                 | 0                 | 4      | 8      | 5      | 3      | 0      |
| V. Luciano    | 20                | 162               | 140               | 10                | 12                | 20     | 162    | 140    | 10     | 12     |
| M. Moraes     | 18                | 102               | 67                | 20                | 15                | 18     | 102    | 67     | 20     | 15     |
| H. Moreira    | 19                | 70                | 65                | 2                 | 3                 | 19     | 70     | 65     | 2      | 3      |
| G. Nascimento | 4                 | 2                 | 2                 | 0                 | 0                 | 4      | 2      | 2      | 0      | 0      |
| J. Silva      | 14                | 91                | 77                | 1                 | 13                | 14     | 91     | 77     | 1      | 13     |
| L. Silva      | 2                 | 0                 | 0                 | 0                 | 0                 | 2      | 0      | 0      | 0      | 0      |

P = presenze; PT = punti totali; AV = attacchi vincenti; MV = muri vincenti; BV = battute vincenti